# Open Artwork System Interchange Standard
L'Open Artwork System Interchange Standard (amb acrònim anglès OASIS) és un format de fitxer binari utilitzat pels ordinadors per representar i expressar un patró electrònic per a un circuit integrat durant el seu disseny i fabricació desenvolupat per SEMI. El llenguatge defineix el codi necessari per a formes geomètriques com ara rectangles, trapezis i polígons. Defineix el tipus de propietats que poden tenir, com es poden organitzar en cel·les que contenen patrons fets per aquestes formes i defineix com es poden col·locar en relació amb l'altra. És similar al format GDSII.

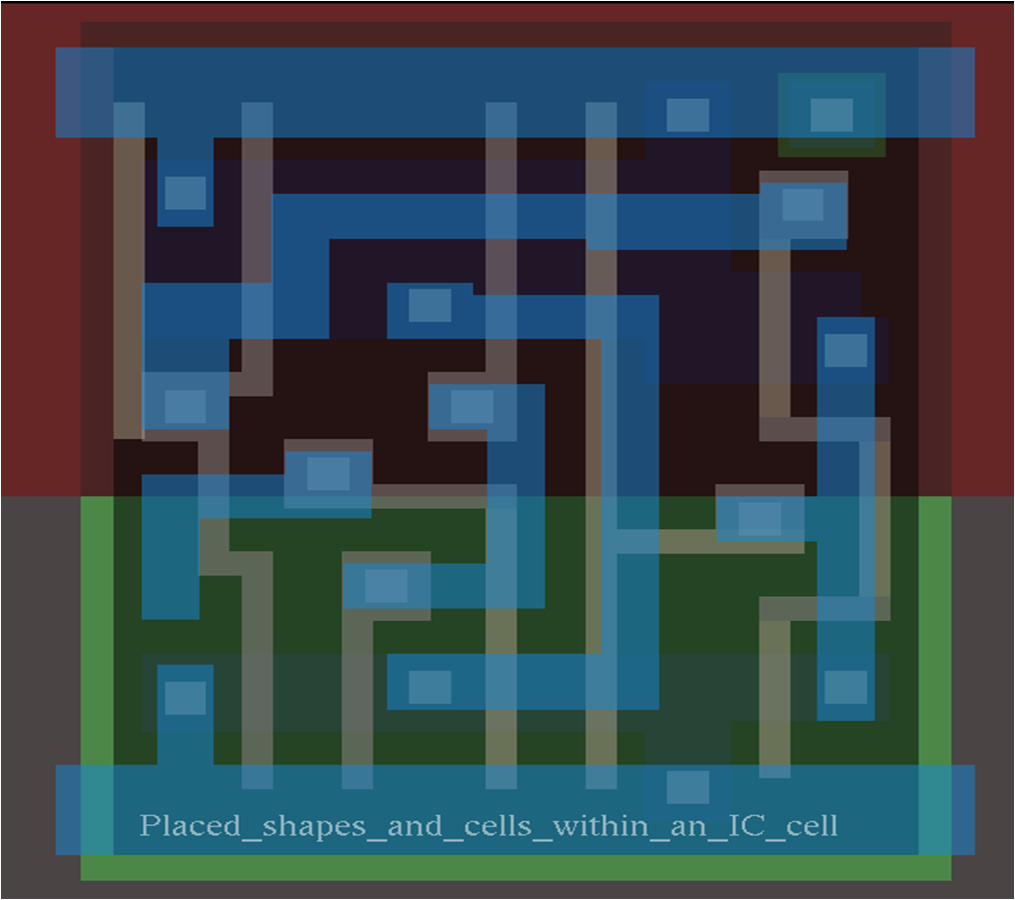
Aquesta vista s'anomena vista cel·lular. Una cel·la pot ser una col·lecció de formes geomètriques col·locades. També pot ser una col·lecció de cèl·lules; cadascuna conté altres cel·les i/o formes geomètriques. Cada cel·la ha de tenir almenys una capa. En aquesta vista, cada color representa una capa diferent dins de la cel·la. Un circuit integrat pot contenir desenes de milers de cel·les úniques i instàncies repetides de la mateixa cel·la.

OASIS és el suposat successor comercial del llenguatge de disseny de patrons electrònics de disseny i fabricació de circuits integrats, GDSII.
GDSII es va crear a la dècada de 1970 quan els dissenys de circuits integrats tenien uns quants centenars de milers de formes geomètriques, propietats i ubicacions per gestionar. Avui dia, hi pot haver milers de milions de formes, propietats i ubicacions per gestionar. Els creadors i usuaris d'OASIS van afirmar que el creixement de les capacitats d'emmagatzematge i manipulació de dades de les estacions de treball va ser molt superior al creixement de la complexitat del disseny del circuit integrat. Per tant, OASIS intenta resoldre el suposat problema de la gran mida dels fitxers GDSII introduint tipus complicats de formes geomètriques (només 25 tipus de trapezis) per reduir la mida de les dades. També es va implementar un format numèric de longitud variable (similar a la codificació de longitud d'execució) per a les coordenades. Finalment, cada cel·la del fitxer OASIS es pot comprimir de manera independent mitjançant l'algorisme gzip.